# Klaus Goerttler
Klaus Goerttler (* 24. März 1925 in München; † 17. März 2011 in Heidelberg) war ein deutscher Pathologe und Zytologe.

## Leben
Im Heer (Wehrmacht) nahm Klaus Goerttler als Panzerjäger am Zweiten Weltkrieg teil. Als Sohn des Anatomen Kurt Goerttler studierte er ab 1945 an der Ruprecht-Karls-Universität Heidelberg Medizin. An der Albert-Ludwigs-Universität Freiburg wurde er 1951 zum Dr. med. promoviert. Die Ausbildung zum Pathologen durchlief er an der Christian-Albrechts-Universität zu Kiel. Bei Wilhelm Doerr habilitierte er sich 1957 für Pathologie und Pathologische Anatomie. Nach sechs Jahren als Privatdozent wurde er 1963 zum a.o. Professor und Wissenschaftlichen Rat ernannt. 1967 wurde er zum Direktor des Instituts für Experimentelle Pathologie am Deutschen Krebsforschungszentrum berufen. Damit verbunden war der Lehrstuhl der Universität Heidelberg und die Leitung des Instituts für Vergleichende und Experimentelle Pathologie. 1993 wurde Goerttler emeritiert. Er war Mitbegründer der Deutschen Gesellschaft für Zytometrie und der Society for Analytical Cytology.
Verheiratet war er seit 1952 mit der gleichaltrigen Kinderärztin Luitgard Goerttler.

## Werke
- Wegbereiter unserer naturwissenschaftlich-medizinischen Moderne. 219 Biographien zur Portrait-Sammlung des Anatomen Robert Wiedersheim (1848–1923). Verlag Academia-Press/Studenten-Presse GmbH, Heidelberg 2003, ISBN 3-00-011942-6.